# Chung kết Cúp FA 2016
Chung kết Cúp FA 2016 là trận chung kết lần thứ 135 của Cúp FA được truyền hình trực tiếp trên hai kênh BBC One và BT Sport. Trận đấu này là cuộc đối đầu giữa Crystal Palace và Manchester United. Liên đoàn bóng đá Anh FA chỉ định trọng tài Mark Clattenburg đến từ Consett, hạt Durham sẽ bắt chính trận đấu.
Ở trận đấu này, Manchester United đã đánh bại Crystal Palace với tỷ số 2-1 sau thời gian hiệp phụ và lên ngôi vô địch. Họ tham dự trận đấu tranh Siêu cúp Anh 2016 và cũng như vào thẳng vòng bảng UEFA Europa League 2016–17.

## Thông tin
Trước trận đấu này, Manchester United đã vô địch giải đấu đến 11 lần trong tổng số 18 lần góp mặt trong trận chung kết của Cúp FA, chỉ còn cách kỷ lục mà câu lạc bộ Arsenal đang nắm giữ đúng 1 lần. Trong khi đó, Crystal Palace lại chưa một lần vô địch giải đấu này. Mặc dù Crystal Palace từng lọt vào trận chung kết Cúp FA năm 1990 nhưng họ lại để thua chính Manchester United với tỷ số 0-1 tại sân vận động Wembley trong trận đá lại.

## Trước trận chung kết

### Crystal Palace
| Vòng đấu     | Đối thủ           | Sân đấu                          | Tỷ số | Người ghi bàn                            |
| ------------ | ----------------- | -------------------------------- | ----- | ---------------------------------------- |
| Vòng 3       | Southampton       | St Mary (Khách)                  | 2-1   | Joel Ward 29', Wilfried Zaha 68'         |
| Vòng 4       | Stoke City        | Selhurst Park (Nhà)              | 1–0   | Wilfried Zaha 19'                        |
| Vòng 5       | Tottenham Hotspur | White Hart Lane (Khách)          | 1-0   | Martin Kelly 45+1'                       |
| Vòng 6       | Reading           | Madejski Stadium (Khách)         | 2-0   | Yohan Cabaye 86', Fraizer Campbell 90+4' |
| Vòng bán kết | Watford           | Sân vận động Wembley (Trung lập) | 2–1   | Yannick Bolasie 6', Conner Wickham 61'   |

### Manchester United
| Vòng đấu        | Đối thủ          | Sân đấu               | Tỷ số | Người ghi bàn                                        |
| --------------- | ---------------- | --------------------- | ----- | ---------------------------------------------------- |
| Vòng 3          | Sheffield United | Old Trafford (Nhà)    | 1–0   | Wayne Rooney 90+3' (p.)                              |
| Vòng 4          | Derby County     | iPro Stadium (Khách)  | 3-1   | Wayne Rooney 16', Daley Blind 65', Juan Mata 83'     |
| Vòng 5          | Shrewsbury Town  | New Meadow (Khách)    | 3-0   | Chris Smalling 37', Juan Mata 47', Jesse Lingard 61' |
| Vòng 6          | West Ham United  | Old Trafford (Nhà)    | 1-1   | Anthony Martial 83'                                  |
| Vòng 6 (đá lại) | West Ham United  | Boleyn Ground (Khách) | 2-1   | Marcus Rashford 54', Marouane Fellaini 67'           |
| Vòng bán kết    | Everton          | Wembley (Trung lập)   | 1–2   | Marouane Fellaini 34', Anthony Martial 90+3'         |

## Phân phối vé
Mỗi câu lạc bộ nhận được số vé là 28.780 vé, số vé phân bổ cho cổ động viên trung lập giữa hai đội tăng lên 80% so với năm ngoái chỉ 71%. Tất cả các vé cũng đã được giảm xuống còn 5 Bảng Anh.

## Trận đấu

### Diễn biến chính
| Crystal Palace | 1–2 (s.h.p.) | Manchester United       |
| -------------- | ------------ | ----------------------- |
| Puncheon 78'   | Chi tiết     | Mata 81' · Lingard 110' |

| Crystal Palace | Manchester United |

| TM               | 13 | Wayne Hennessey   |      |       |
| HV               | 2  | Joel Ward         |      |       |
| HV               | 6  | Scott Dann        | 47'  | 90+4' |
| HV               | 27 | Damien Delaney    | 62'  |       |
| HV               | 23 | Pape Souaré       |      |       |
| TV               | 15 | Mile Jedinak      |      |       |
| TV               | 18 | James McArthur    | 108' |       |
| TĐ               | 11 | Wilfried Zaha     |      |       |
| TĐ               | 7  | Yohan Cabaye      |      | 72'   |
| TĐ               | 10 | Yannick Bolasie   |      |       |
| TĐ               | 21 | Connor Wickham    |      | 86'   |
| Dự bị:           |    |                   |      |       |
| TM               | 1  | Julián Speroni    |      |       |
| HV               | 3  | Adrian Mariappa   |      | 90+4' |
| HV               | 34 | Martin Kelly      |      |       |
| TV               | 26 | Bakary Sako       |      |       |
| TV               | 42 | Jason Puncheon    |      | 72'   |
| TĐ               | 16 | Dwight Gayle      |      | 86'   |
| TĐ               | 25 | Emmanuel Adebayor |      |       |
| Huấn luyện viên: |    |                   |      |       |
| Alan Pardew      |    |                   |      |       |

| TM               | 1  | David de Gea        |          |     |
| HV               | 25 | Antonio Valencia    |          |     |
| HV               | 12 | Chris Smalling      | 18' 105' |     |
| HV               | 17 | Daley Blind         |          |     |
| HV               | 5  | Marcos Rojo         | 40'      | 66' |
| TV               | 16 | Michael Carrick     |          |     |
| TV               | 10 | Wayne Rooney        | 87'      |     |
| TĐ               | 8  | Juan Mata           | 45'      | 90' |
| TĐ               | 27 | Marouane Fellaini   | 101'     |     |
| TĐ               | 9  | Anthony Martial     |          |     |
| TĐ               | 39 | Marcus Rashford     |          | 72' |
| Dự bị:           |    |                     |          |     |
| TM               | 20 | Sergio Romero       |          |     |
| HV               | 4  | Phil Jones          |          |     |
| HV               | 36 | Matteo Darmian      |          | 66' |
| TV               | 18 | Ashley Young        |          | 72' |
| TV               | 21 | Ander Herrera       |          |     |
| TV               | 28 | Morgan Schneiderlin |          |     |
| TV               | 35 | Jesse Lingard       | 111'     | 90' |
| Huấn luyện viên: |    |                     |          |     |
| Louis van Gaal   |    |                     |          |     |

### Thông số sau trận đấu
| Thông số          | Crystal Palace | Manchester United |
| ----------------- | -------------- | ----------------- |
| Tỷ lệ giữ bóng    | 33.6%          | 66.4%             |
| Sút bóng          | 14             | 24                |
| Sút cầu môn       | 6              | 3                 |
| Sút ngoài cầu môn | 8              | 8                 |
| Thủ môn cản phá   | 0              | 13                |
| Đá phạt góc       | 8              | 12                |
| Việt vị           | 4              | 1                 |
| Số thẻ vàng       | 3              | 5                 |
| Số thẻ đỏ         | 0              | 1                 |